# 13 (film 2022)
13: Il Musical (13: The Musical) è un film del 2022 diretto da Tamra Davis.
La pellicola è l'adattamento cinematografico dell'omonimo musical di Jason Robert Brown del 2007.

## Trama
Appena prima del suo tredicesimo compleanno e del suo Bar mitzvah, i genitori del dodicenne Evan Goldman divorziano e il ragazzino è costretto a lasciare New York per trasferirsi in Indiana con la madre. Qui deve cercare di farsi nuovi amici per rendere il proprio Bar mitzvah un evento memorabile.

## Produzione

### Sviluppo
Il 12 agosto 2014 la CBS Films acquistò i diritti del musical e annunciò che ne avrebbe tratto un film sceneggiato da Bert V. Royal e co-prodotto da Laurence Mark, Bob Boyett e David Blackman. Il 20 settembre 2019 Netflix e Neil Meron acquistarono i diritti del film, annunciando che il progetto sarebbe stato diretto da Tamra Davis su una nuova sceneggiatura di Robert Horn.
Il 29 aprile 2021 fu confermata la presenza nel cast di Eli Golden, Gabriella Uhl, JD McCrary, Frankie McNellis, Lindsey Blackwell, Jonathan Lengel, Ramon Reed, Nolen Dubuc, Luke Islam, Shechinah Mpumlwana, Kayleigh Cerezo, Wyatt Moss, Liam Wignall e Khiyla Aynne. Nei due mesi successivi anche Debra Messing, Rhea Perlman, Josh Peck e Peter Hermann si unirono al cast.

### Riprese
Le riprese principali si sono svolte a Toronto a partire dal giugno 2021 e sono terminate il 6 agosto dello stesso anno.

## Promozione
Il primo trailer del film è stato pubblicato il 13 luglio 2022.

## Distribuzione
Il film è stato reso disponibile sulla piattaforma Netflix a partire dal 12 agosto 2022.